# Rodrigo de Oliveira Lobo
Rodrigo de Oliveira Lobo (Joinville, 16 de janeiro de 1901 – 8 de agosto de 1988) foi um político brasileiro.

## Vida
Filho de Mário de Sousa Lobo e de Teresa de Oliveira Lobo. Casou com Jaci Macedo e tiveram dentre outros a filha Marisa Lobo, que casou com Pedro Ivo Campos, governador de Santa Catarina e deputado federal.

## Carreira
Foi senador por Santa Catarina (1955 — 1958), como suplente convocado, sendo Saulo Saul Ramos o titular da cadeira, eleito pelo Partido Trabalhista Brasileiro (PTB).
Foi deputado à Assembleia Legislativa de Santa Catarina na 5ª legislatura (1963 — 1967). Foi 2º secretário da Assembléia Legislativa, em 1966.
Rodrigo também foi vereador em Joinville (SC) durante a primeira Legislatura pós-Vargas (1947-1951).